# Kvdbil
Kvdbil är ett aktiebolag som ingår i en koncern där RATOS AB är moderbolag. Bolaget bedriver auktionsverksamhet, handel, export och import med fordon, entreprenadmaskiner, tryckerimaskiner, verkstadsmaskiner, båtar, kommunikationsutrustning och kontorsutrustning samt auktionsverksamhet avseende fastigheter och byggnader.'
Kvdbil, tidigare Kvarndammen och KVD, arbetar sedan 1991 med auktioner och värderingar. Auktionssajten kvdbil.se är en marknadsplats för avyttring av personbilar och fritidsfordon. Inledningsvis inriktade sig företaget på bilauktioner, men sedan början av 2000-talet säljs även andra typer av objekt på nätauktionerna, som båtar, husvagnar och motorcyklar. De objekt som säljs hos Kvdbil kommer från företag och myndigheter samt privatpersoner.
Kvdbil har idag runt 200 anställda och 14 anläggningar i Sverige. Företaget förmedlar årligen över 26 000 fordon och till ett värde över 3 miljarder kronor.
I Kvdbil-koncernen ingår även auktionssidan kvdpro.com.

## Historik
Kvdbil grundades år 1991 som Kvarndammen, ett konsultföretag med fyra medarbetare. Under slutet av 1990-talet såldes allt fler bilar på auktion hos KVD och man beslutar sig för att skapa en hemsida där listor på auktionsbilarna publiceras. År 2000 gör man det också möjligt för potentiella köpare att lägga förhandsbud via nätet inför auktionerna. I slutet av 2007 såldes sedan samtliga objekt hos KVD genom nätauktioner. År 2007 såldes 60 procent av företaget till Sjätte AP-fonden, som därmed blev majoritetsägare. Fler anläggningar för mottagning och leverans av fordon öppnades nu runt om i Sverige och marknadsplatsen kvd.se hade närmare 200 000 unika besökare varje vecka. Sedan år 2010 ägs KVD av private equity-bolaget Ratos. År 2010 lanserades också den engelskspråkiga auktionssajten kvdauctions.com, som riktar sig till köpare utanför Sveriges gränser. KVD:s internationella expansion inleddes år 2012, då företaget etablerade sig i Norge. Hösten 2015 lanserades den nya webbplatsen kvdpro.com som främst fokuserar på nätauktioner av tunga fordon och maskiner. Hösten 2017 bytte företag juridiskt namn till Kvdbil AB. 

## Representation
Bolaget har 200 anställda (2017) och finns representerat på fjorton orter i Sverige. 

## Så fungerar Auktionerna
Varje vecka läggs hundratals bilar och andra objekt ut till försäljning på kvdbil.se. All budgivning sker helt öppet via internet och varje lagt bud syns direkt. För varje auktionsobjekt finns ett datum och klockslag angivet då auktionens nedräkning startar. Om ett nytt bud läggs inom cirka 3 minuter och 30 sekunder från denna tid så fortsätter auktionen. Auktionstiden förlängs då med ytterligare cirka 3 minuter och 30 sekunder för varje nytt bud som läggs.

## Kvdbil-testet
Alla objekt som säljs genomgår ett så kallat Kvdbil-test. Testet genomförs på olika vis beroende på vilken typ av objekt som säljs.
Kvdbil-testet på en bil omfattar både genomgång av motor, växellåda, bromsar, däck samt utrustning och inredning. Eventuella skador på bilen, såsom exempelvis repor och stenskott dokumenteras i text och vid väsentliga visuella anmärkningar som tydligt avviker från bilens skick tas även bild, alla bilar provkörs i olika hastigheter, varvtal och belastning.

## Kvdpro.com
Kvdpro.com är en marknadsplats startad 2015 som säljer maskiner och tunga fordon på nätauktion. Bakom hemsidan står KVD Heavy Equipment AB som är den del i KVD-koncernen. På kvdpro.com säljs främst lastbilar, entreprenadmaskiner, skogsmaskiner, traktorer, lantbruksutrustning, truckar, liftar, verkstadsmaskiner och överskottsvaror.
Auktionsobjekten säljs på uppdrag av svenska företag, kommuner och banker. Alla auktionsobjekt som säljs via kvdpro.com genomgår ett valfritt test utfört av bolagets egna tekniker. Skick, eventuella fel, servicehistorik, utrustning och teknisk data dokumenteras och presenteras tillsammans med bilder och video för besökare på auktionssidan.